# صموئيل ويلارد
صموئيل ويلارد (بالإنجليزية: Samuel Willard)‏ هو طبيب أمريكي، ولد في 13 أبريل 1748 في لانكاستر في الولايات المتحدة، وتوفي في 7 مارس 1801 في ورسستر في الولايات المتحدة. يشتهر بتأسيسه أول مستشفى للأمراض العقلية في الولايات المتحدة. 